# Sheep Without a Shepherd
Sheep Without a Shepherd (en chino: 误杀) (en español: Oveja sin pastor) es una película de suspense china de 2019 dirigida por Sam Quah (柯汶利) y producida por Chen Sicheng. Es una nueva versión oficial de la película india en malayalam de 2013, Drishyam . La película está protagonizada por Xiao Yang, Tan Zhuo y Joan Chen. Oveja sin pastor se estrenó en China el 13 de diciembre de 2019 en formatos convencional e IMAX. Se convirtió en la novena película china más taquillera en 2019, recaudando 199 millones de dólares.

## Sinopsis
Li Wei Jie, su esposa Ayu y sus dos hijas, Ping Ping y An-an, son una familia china que ha estado viviendo en el norte de Tailandia durante 17 años. Wei Jie, un entusiasta del cine con un profundo conocimiento de las películas de detectives, dirige un servicio de Internet que también incluye una tienda y son una familia de clase media que disfruta de una vida tranquila.
Sin embargo, su vida cotidiana se ve interrumpida de manera devastadora cuando su hija mayor es violada. Este incidente desencadena una persecución policial llena de mentiras y sospechas, sacudiendo la estabilidad de su vida familiar y poniendo a prueba su fortaleza y unidad como familia. La historia sigue a la familia mientras navegan por este tumultuoso camino, luchando por la justicia y tratando de mantenerse unidos en medio de la adversidad.

## Reparto
- Xiao Yang como Li Weijie
- Tan Zhuo como Ayu
- Joan Chen como La Wen
- Philip Keung Ho-Man como Du Peng
- Paul Chun como Song En
- Shih Ming-Shuai como Sang Kun
- Audrey Hui como Ping Ping
- Zhang Xiran como An An
- Bian Tian Yang como Su Cha

## Recepción

### Taquilla
Oveja sin pastor ocupó el primer puesto en las taquillas chinas, convirtiéndose en la película más taquillera en su fin de semana de estreno. En ese fin de semana, del 13 al 15 de diciembre, recaudó 32.152.680 dólares en China, superando a Skyfire. La película continuó liderando las taquillas chinas durante su segunda semana, hasta el 20 de diciembre. En su segundo fin de semana en China, la película recaudó 23.204.410 dólares, superando a Star Wars: Episodio IX - El ascenso de Skywalker, que debutó ese fin de semana, y se situaba en segundo lugar, por detrás de Ip Man 4: The Finale. La recaudación acumulada de la película en China ascendió a 76.813.388 dólares hasta el 22 de diciembre. En el mismo fin de semana, en términos de ranking de taquilla mundial, se situó quinta por detrás de Star Wars: El ascenso de Skywalker, Jumanji: The Next Level, Ip Man 4: The Finale y Frozen II, con 77.439.509 dólares. En tres semanas, la película recaudó 111.225.633 dólares, y 135.589.251 dólares en cuatro semanas. El 13 de enero de 2020, la película había recaudado 154,24 millones de dólares en taquilla sólo en China. Hasta el 12 de febrero, había recaudado 176 millones de dólares en China. Se convirtió en la novena película más taquillera en China en 2019. La película recaudó más de 192 millones de dólares a nivel internacional.

### Crítica
En el agregador de revisiones Rotten Tomatoes, el filme consiguió un 100 % de aprobación basado en 15 reseñas, con una calificación promedio de 7,3 sobre 10. Metacritic le asignó un puntaje de 73 sobre 100 basado en 5 críticas.